# Мухарка строката
Мухарка строката (Melaenornis silens) — вид горобцеподібних птахів родини мухоловкових (Muscicapidae). Мешкає в Південній Африці.

## Опис
Довжина птаха становить 17-20 см. У самців верхня частина тіла чорна, нижня частина тіла біла, крила поцятковані білими плямами. У самиць верхня частина тіла коричнева. Молоді птахи схожі на самиць, але мають тьмяніше забарвлення.

## Систематика
Раніше деякі дослідники відносили птаха до монотипового роду Строката мухарка (Sigelus), однак за результатами молекулярно-генетичного дослідження, опублікованого в 2010 році, вид був переведений до роду Мухарка (Melaenornis).

## Підвиди
Виділяють два підвиди:
- M. s. lawsoni Clancey, 1966 — південь Ботсвани і північ ПАР;
- M. s. silens (Shaw, 1809) — ПАР, Лесото і Есватіні.

## Поширення і екологія
Строкаті мухарки мешкають в Ботсвані, Південно-Африканській Республіці, Лесото, Есватіні і Мозамбіку. Вони живуть в сухій савані, сухих чагарникових заростях, на пасовищах, в парках і садах.